# Marlene Ahrens
Pour les articles homonymes, voir Ahrens.
Marlene Ahrens Ostertag (née le 27 juillet 1933 à Concepción (région du Biobío) et morte le 17 juin 2020) est une athlète chilienne spécialiste du lancer du javelot, la première et actuellement la seule femme chilienne à avoir remporté une médaille aux Jeux olympiques. 

## Biographie
Marlene Ahrens est née à Concepción de parents immigrés allemands.
Aux Jeux olympiques de Melbourne en 1956 où Marlene Ahrens fut le porte-drapeau et la seule femme de la délégation chilienne, elle lance le javelot à 50,38 m en obtenant la médaille d'argent le 28 novembre 1956, dépassée seulement par la Soviétique (Lettone) Inese Jaunzeme. Elle bat par la même occasion le record d'Amérique du Sud. C'est la deuxième médaille olympique pour l'athlétisme chilien, après celle obtenue en 1928 par Manuel Plaza.
Elle sera également porte-drapeau lors des Jeux de Rome en 1960.
Un an avant les Jeux de Tokyo, elle révèle à la presse avoir subi des avances sexuelles de la part d'un dirigeant sportif, ce qui la conduit à une suspension et l'empêche de participer aux Jeux,.
Elle met alors un terme à sa carrière athlétique.
En 1967, elle devient championne du Chili de tennis en double mixte.
Elle pratique l'équitation et représente son pays aux Jeux panaméricains de 1995, à l'âge de 62 ans.
Marlene Ahrens est par ailleurs double médaillée d'or aux Jeux panaméricains de 1959 et de 1963, et quadruple championne d'Amérique du Sud entre 1956 et 1963.
Le Centre d'Entraînement Olympique du Chili porte son nom depuis le 23 décembre 2021.

### Palmarès
| Date | Compétition                    | Lieu       | Résultat | Performance |
| ---- | ------------------------------ | ---------- | -------- | ----------- |
| 1954 | Championnats d'Amérique du Sud | São Paulo  | 2e       | 41,68 m     |
| 1956 | Jeux olympiques                | Melbourne  | 2e       | 50,38 m     |
| 1956 | Championnats d'Amérique du Sud | Santiago   | 1re      | 48,73 m     |
| 1958 | Championnats d'Amérique du Sud | Montevideo | 1re      | 43,85 m     |
| 1959 | Jeux panaméricains             | Chicago    | 1re      | 45,38 m     |
| 1961 | Championnats d'Amérique du Sud | Lima       | 1re      | 42,85 m     |
| 1963 | Jeux panaméricains             | São Paulo  | 1re      | 49,93 m     |
| 1963 | Championnats d'Amérique du Sud | Cali       | 1re      | 44,67 m     |

### Records
| Épreuve           | Performance | Lieu      | Date             |
| ----------------- | ----------- | --------- | ---------------- |
| Lancer du javelot | 50,38 m     | Melbourne | 28 novembre 1956 |